# Zupfinstrument

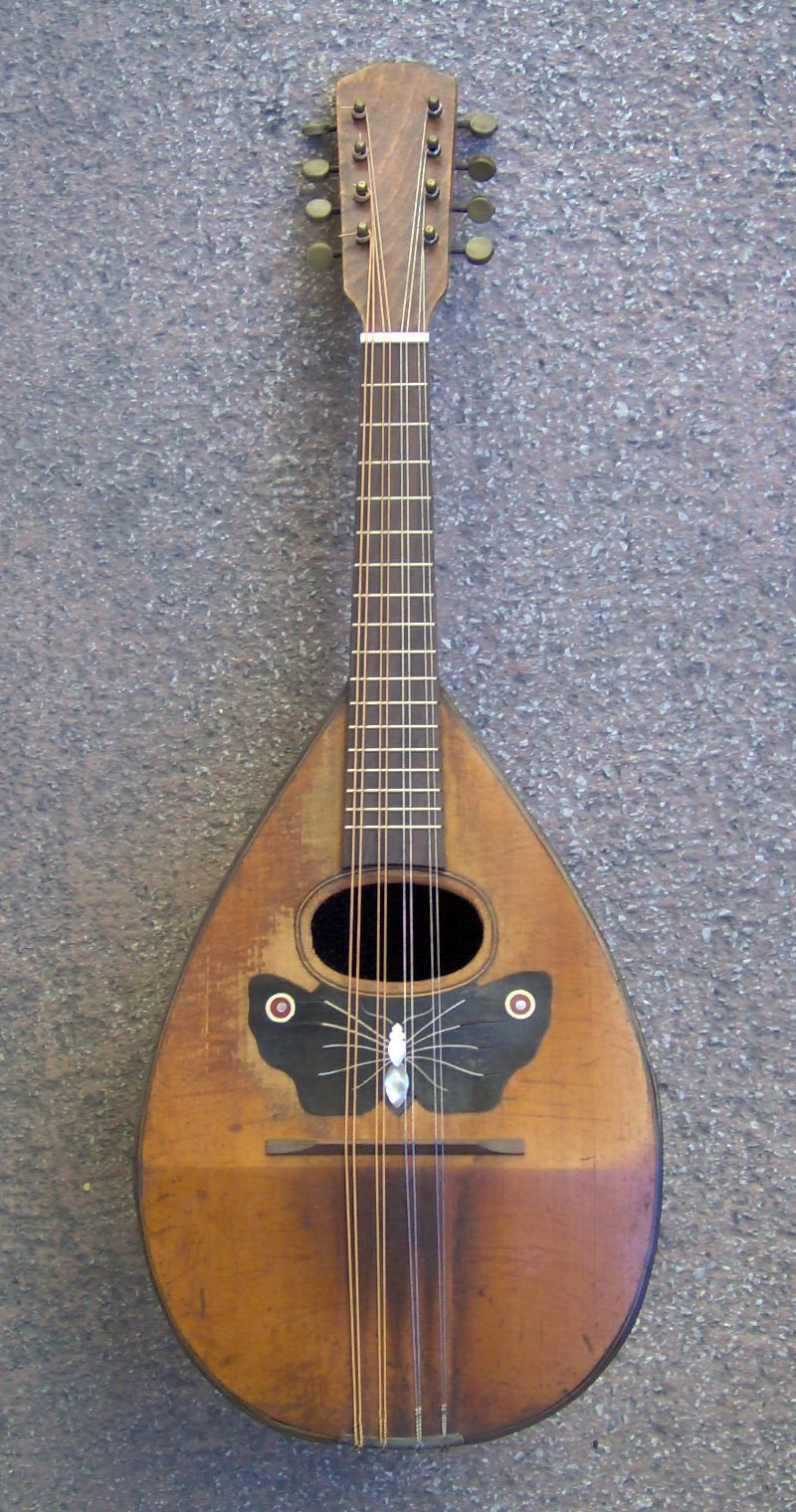
Mandoline

Zupfinstrumente sind Saiteninstrumente, bei denen die Saiten durch Anreißen oder Anschlagen direkt meist mit den Fingerspitzen oder einem Plektrum in Schwingung versetzt werden. Es gibt Zupfinstrumente, bei denen unterschiedliche Tonhöhen durch Veränderung der schwingenden Saitenlänge erzeugt werden, und andere, die für jeden Ton über eine eigene Saite verfügen. Die Zupfinstrumente werden nach der ersten Gruppe, zu der Gitarre, Laute, Mandoline, Banjo und Balalaika gehören, überwiegend zu den Halslauten, nach der zweiten zu den Zithern, Harfen und Leiern gezählt.
Für den Einsatz im Orchester wird zwischen Zupfinstrument und Tasteninstrument unterschieden. Die zweite Gruppe mit unverkürzt angeregten Saiten beinhaltet jedoch nach der Tonerzeugung auch die Zupfklaviere (Kielklaviere) wie Cembalo, Virginal und Spinett, also Tasteninstrumente, bei denen die Saiten indirekt über eine Klaviatur und eine Hebelmechanik gezupft werden. Die Zuordnung als Zupfinstrument oder Streichinstrument ist kein klassifikatorischer Begriff in der Hornbostel-Sachs-Systematik, die Saiteninstrumente ausschließlich gemäß ihrer Bauform einteilt.

## Herkunft

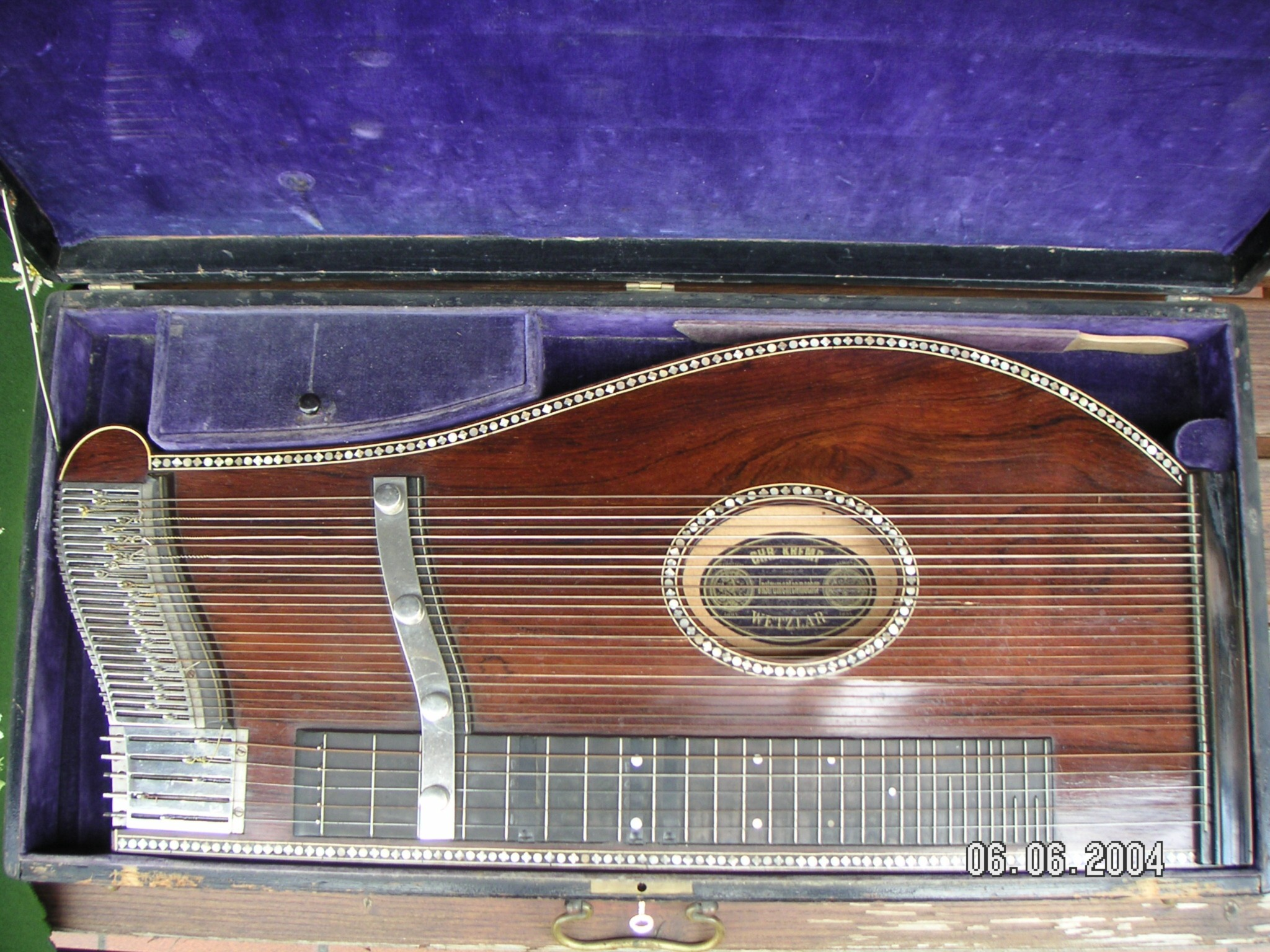
Alpenländische Zither von Christian Kremp im Koffer

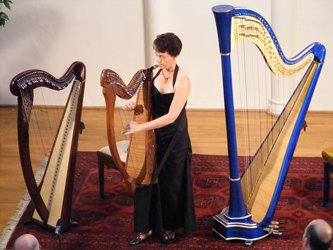
Drei Arten von Harfen

Erste Zupfinstrumente sind Stabzithern oder Röhrenzithern, bei denen eine Saite zwischen zwei Enden eines hölzernen Saitenträgers gespannt ist und über zwei Sättel oder einen Steg verläuft. Wird der Stab durch die Saitenspannung gebogen, so ergibt dies einen Mundbogen oder Musikbogen. Die Saite besteht aus Pflanzenfasern, Haaren, Tiersehnen oder Tierdärmen. Früheste Funde von Musikbögen stammen aus der Altsteinzeit. Aus dieser Zeit stammen auch Höhlenmalereien, in denen die Verwendung von Schießbögen als Musikbögen dargestellt ist. Zupfinstrumente gehören zu einem frühen Besitz an Musikinstrumenten. Bei Erdzithern sind eine oder mehrere Saiten über eine Grube gespannt, deren Hohlraum zur Resonanzverstärkung dient.
Aus dem Musikbogen entwickelten sich die mehrsaitigen Instrumente wie mehrsaitige Musikbögen Pluriarc (Bogenlauten), Leiern (Jochlauten), Harfen und die vielgestaltige Gruppe der mehrsaitigen Zithern: Rahmenzithern, Brettzithern (guqin und bangwe), Halbröhrenzithern (Wölbbrettzithern wie die koto) und die gezupften oder später auch gestrichenen Stiellauten.
Zupfinstrumente dienten wie auch andere Instrumente möglicherweise zunächst magischen und kultischen Zwecken. So waren Instrumente oft symbolisch verziert, wie beispielsweise die sumerische Standleier, deren Klangkörper einem Stier nachgebildet war. Erst spät zum Ende der Antike wurden Musikinstrumente zum ästhetischen Ausdruck eingesetzt. Zupfinstrumente ab dieser Zeit dienten häufig der Liedbegleitung.
Zupfinstrumente waren in den verschiedenen antiken Hochkulturen bekannt. Bekannte Zupfinstrumente sind neben der Konzertzither und der Laute beispielsweise die Gitarre, die Mandoline, die Balalaika, die Domra, die Konzertharfe, das Spinett und das in Amerika verbreitete Banjo, die in der Südsee verbreitete Ukulele und die chinesische Wölbbrettzither Guzheng.

### Mesopotamien
In Mesopotamien kannte man bereits im 4. Jahrtausend v. Chr. die Leier, die als sumerisches Nationalinstrument gilt. Zunächst handelt es sich bei der sumerischen Leier um ein Standinstrument. In der babylonischen Zeit entwickelt sich daraus die kleinere Handleier, von der die früheste Abbildung aus der Zeit um 1800 v. Chr. stammt. Weitere Instrumente der mesopotamischen Hochkultur sind die Harfe, hier insbesondere die sumerische Bogenharfe und die assyrische Winkelharfe. Ab dem 2. Jahrtausend v. Chr. ist in Mesopotamien außerdem die Laute bekannt, die aus einem fellbespannten Resonanzkörper aus einem kleinen halben Kürbis und einem langen Griffbrett besteht, über dem zwei bis drei Saiten gespannt sind.

### Ägypten
Im Alten Ägypten im 3. Jahrtausend v. Chr. war die Harfe bekannt. Dabei handelt es sich um eine große Bogenharfe, bei der die sechs bis acht Saiten ähnlich wie beim Musikbogen zwischen den Enden eines bogenförmigen Resonanzkörpers gespannt waren. Im neuen ägyptischen Reich im 2. Jahrtausend v. Chr. kamen zu den großen Standharfen auch Schulterharfen, die der Harfenist zum Spielen auf der Schulter auflegte, Handharfen und weitere. Harfen wurden zur Liedbegleitung eingesetzt, aber auch in Instrumentalgruppen mit mehreren Harfen oder zusammen mit Flöten. Durch kulturellen Austausch kommen in dieser Zeit auch die Lyra und die Laute nach Ägypten.

### Palästina
In Palästina waren Zupfinstrumente sowohl bei den Phöniziern als auch bei den Hebräern bekannt. Die Phöniker prägten die Instrumentalkombination aus einem Blasinstrument, einem Saiteninstrument wie der Leier und einem Schlaginstrument. Über die hebräische Musik weiß man vor allem aus schriftlichen Dokumenten wie der Bibel. So wird Jubal in der Bibel (1. Mose, 4, 21) als der erste Musiker bezeichnet, auf den die Kinnor, eine fünf- bis neunsaitige Tragleier, zurückgeht. Die Kinnor wurde während der Königszeit in Palästina häufig als Begleitinstrument zum Gesang im Tempel eingesetzt.

### Indien
Aus der vedischen Zeit bis in die zweite Hälfte des 1. Jahrtausends sind vina genannte Bogenharfen bekannt, die der Begleitung der vokalen vedischen Kultmusik dienten. Zur selben Zeit waren in Südindien mehrere Formen der Bogenharfe yazh verbreitet. Danach wurden die Bogenharfen durch mit den Fingern oder mit einem Plektrum gezupfte Stabzithern (vina, ab dem Mittelalter kinnari vina und jantar) und Langhalslauten (sitar, sursingar, swarabat) ersetzt.

### Myanmar
Die frühe indische Bogenharfe hat sich in Myanmar als einzigem asiatischen Land als saung gauk erhalten.

### Ostasien
In China sind seit der Shang-Dynastie in der zweiten Hälfte des 2. Jahrtausends v. Chr. Brettzithern bekannt. In der Zhou-Dynastie im 1. Jahrtausend v. Chr. ordnete man die chinesischen Musikinstrumente systematisch nach dem Material in eine Gruppe der Acht Klänge. Die mit Saiten aus Seide bespannte Griffbrettzither guqin ist dabei in die Kategorie Seide eingeteilt und steht symbolisch für den Sommer und den Süden. Wahrscheinlich gab es bereits zu Beginn des 2. Jahrtausends v. Chr. erste guqin. Eine entsprechende Brettzither in Japan ist die seit vorchristlicher Zeit nachgewiesene einsaitige ichigenkin.
Später kamen in China Wölbbrettzithern wie die guzheng hinzu, deren Saiten unverkürzt gezupft werden. Im 8. Jahrhundert wurde die Wölbbrettzither koto in Japan eingeführt.
Historische Winkelharfen waren in China als konghou und in Japan als kugo bekannt. Etwa seit der Zeitenwende werden in China auch aus Zentralasien stammende Schalenhalslauten wie die pipa gespielt. Zu den chinesischen Lauten gehören die ruan und die yueqin.

### Griechenland
In Griechenland waren Zupfinstrumente weit verbreitet. Das älteste griechische Zupfinstrument ist die Phorminx, eine Leier mit einem halbrunden Schallkörper und zuerst vier oder fünf und ab dem 7. Jahrhundert v. Chr. mit sieben Saiten. Aus der Phorminx entwickelte sich die Kithara, die mit einem Schulterband getragen und mit der Hand oder einem Plektron gezupft wird. Die Lyra hat einen Resonanzkörper aus einem Schildkrötenpanzer an dem Ziegenhörner befestigt sind. Die sieben Saiten sind über dem Resonanzkörper und zwischen den Hörnern gespannt. Lyra und Kithara gehören zum Apollokult. Das Barbiton aus dem Dionysoskult ähnelt der Lyra, ist jedoch schlanker und länger. Es wird vornehmlich zur Gesangsbegleitung genutzt. Die Harfe und die Pandura, eine schmale Laute, sind in Griechenland ab dem 5. Jahrhundert v. Chr. bekannt.

### Römisches Reich
Im Römischen Reich spielt die Musik auf Zupfinstrumenten eine eher untergeordnete Rolle. Bekannt sind wie in Griechenland die Lyra, die Kithara, die Laute und die Harfe als Begleitinstrumente für Sologesang. Die Kithara allerdings war sowohl bei Virtuosen als auch bei Dilettanten verbreitet. Ein bekannter Kitharist war Kaiser Nero.

### Mittelalter
Im späten Mittelalter gewann die Liedbegleitung durch Zupfinstrumente im gesamten europäischen Raum an Bedeutung, etwa bei den französischen Trobadoren oder den Minnesängern. Im Mittelalter bekannte Musikinstrumente sind die Harfe, die Leier und das Psalterium als mit dem Hackbrett verwandte Vorform der Zither.

## Verbreitung

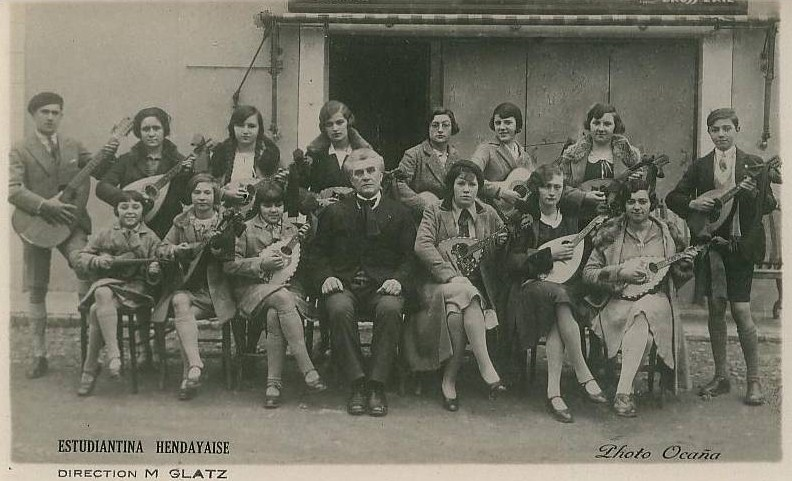
Zupforchester von 1920

Zupfinstrumente werden weltweit häufig zur Liedbegleitung eingesetzt. Sänger verwenden zur Begleitung ihrer Lieder häufig eine Gitarre. In der Populärmusik und im Jazz spielt die Gitarre eine große Rolle, hier neben der akustischen Gitarre insbesondere die E-Gitarre und die elektrische Bassgitarre. Daneben stehen heute verschiedenartige Orchesterformen wie die Zupforchester im europäischen Raum und in Australien, Balaleikaorchester im osteuropäischen Raum oder Bluegrassorchester in Nordamerika. Auch in Sinfonieorchestern und der Oper werden Zupfinstrumente eingesetzt, neben der Konzertharfe und dem Cembalo gelegentlich auch die Mandoline und Konzertgitarre.
Im deutschsprachigen Raum bezeichnet Zupfmusik bestimmte instrumentale Musikstile, die auf Zupfinstrumenten gespielt werden. Zupfmusik ist im Bund deutscher Zupfmusiker (BDZ) organisiert.